# Matthew (Bischof)
Matthew († 20. August 1199) war ein schottischer Geistlicher. Ab 1172 war er Bischof von Aberdeen.

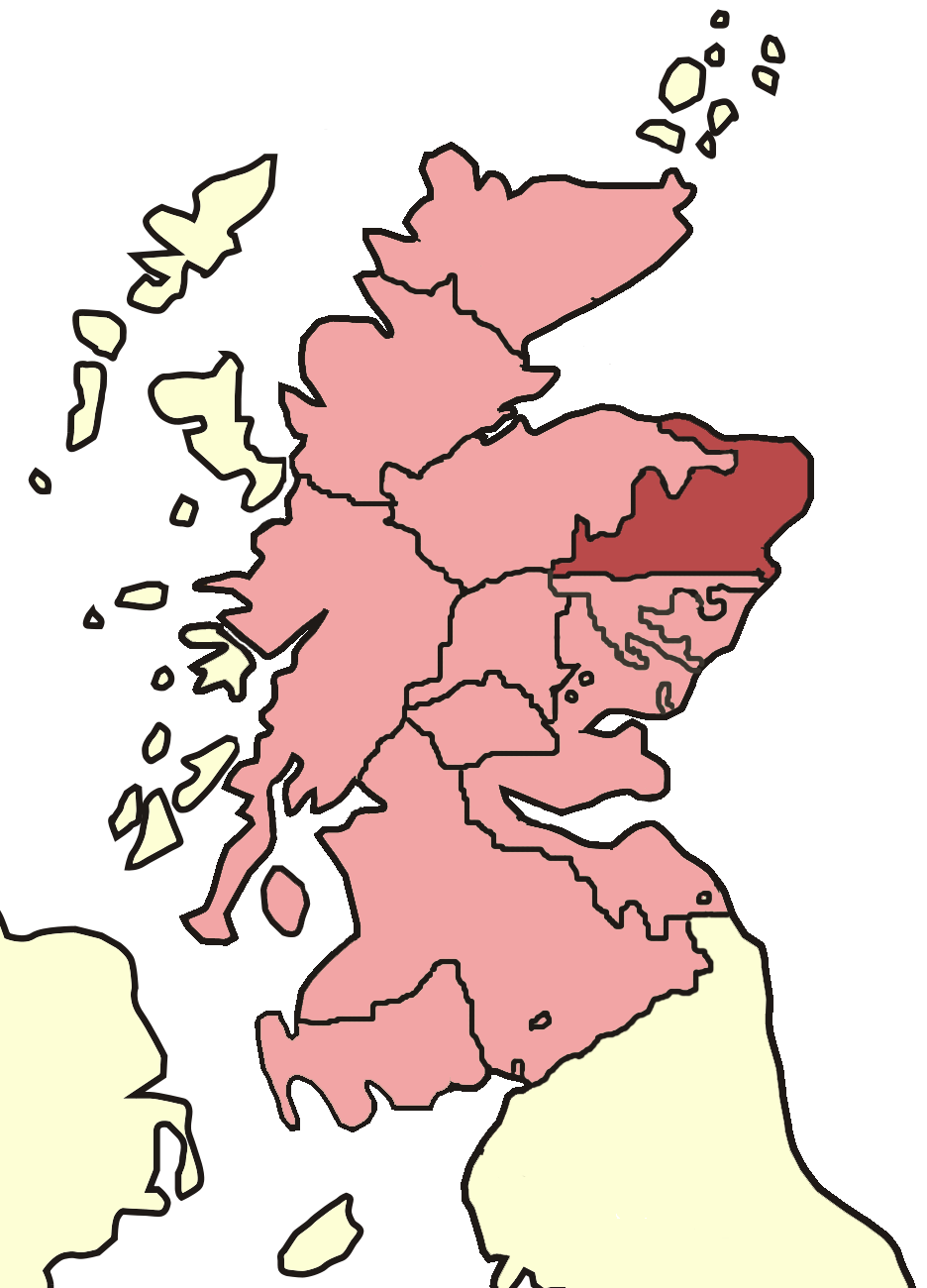
Gebiet der Diözese Aberdeen (rot) im 12. Jahrhundert

## Herkunft und Aufstieg zum Bischof
Matthew war ein Neffe und Günstling von Bischof Robert von St Andrews. Er war im Gefolge von Roberts Bruder nach Schottland gekommen und stieg vor 1159 zum Archidiakon der Diözese St Andrews auf. Er gehörte nach 1165 auch zum engeren Beraterkreis von König Wilhelm I. Vor April 1172 wurde er zum Bischof der Diözese Aberdeen gewählt, eines der wichtigsten schottischen Bistümer.

## Tätigkeit als Bischof
Matthew nahm seinen Bruder Simon, der zum Haushalt des Bischofs von St Andrews gehört hatte, mit nach Aberdeen und ernannte ihn zum ersten bekannten Archidiakon der Diözese. Für den König diente Matthew auch als einer der Richter für Scotia, das die schottischen Gebiete nördlich des Forth umfasste. Auf Anordnung von Papst Alexander III. weihte er im Juni 1180 in Holyrood seinen Neffen John the Scot zum Bischof von St Andrews. Der König hatte jedoch die Wahl von John abgelehnt und stattdessen in einer neuen Wahl seinen Kaplan Hugh zum Bischof wählen lassen. Nach der Weihe von John ließ der verärgerte König Matthews Besitzungen plündern. Daraufhin flüchtete Matthew mit John zum englischen König Heinrich II. in die Normandie. Der englische König war gemäß dem Vertrag von Falaise Lehnsherr des schottischen Königs, so dass sich König Wilhelm vor Heinrich II. verantworten musste. Die beiden Könige handelten einen Kompromiss aus, nach dem Matthew nach Schottland zurückkehren durfte, der aber den Konflikt um St Andrews nicht löste. Nach älteren, wohl fälschlichen Angaben starb Matthew bereits 1198.